# 全日空58號班機空難
全日空58號班機空難（又稱雫石空难）發生於1971年7月30日，一架全日空的波音727客機從北海道千歲機場前往東京羽田機場時，與一架隸屬於航空自衛隊松島基地第1航空團（空軍聯隊）的F-86軍刀戰鬥機於岩手縣雫石町上空相撞，造成全日空58號班機上162人全部罹難；自衛隊戰機上的飛行員於飛機墜毀前逃離飛機跳傘生還。事件後，當時主管日本國防的防衛廳廳長和航空自衛隊幕僚長（空軍參謀長）辭職。

## 經過
當日下午1點33分，全日空58號班機從北海道千歲機場起飛，並飛至28,000呎高空；同一時間，22歲的日本航空自衛隊訓練生市川良美二曹（中士）及他的教練隈太茂津一尉（上尉）各駕駛一架F-86戰機，從宮城縣松島基地起飛執行編隊訓練。
撞擊前三分鐘，全日空飛機在 28,000 英尺（約8,500 公尺）的高度水平飛行，真實空速為487節（902 英里/小時），航向189至190 度。
此時教官機高度約為25,500 英尺（約7,800 公尺），速度約445節（824 公里/小時），進行右轉180度，然後直飛約 15 秒，接著左轉。左轉時教官發現在6點半到7點鐘方向的後方有飛機接近，立即指示學員規避。他意圖引導學員機，先向右轉，再向左反轉，從全日空客機下方經過。
學員機當時位於教官機右側後方約25度，距離約5,500英尺（1,700）處飛行，高度比教官機高約3000英尺（910公尺），跟隨教官機右轉並聽從指示調整高度。接著教官機左轉，學員機跟隨左轉時收到教官的警告，緊接著就在飛機右側4點鐘到5點鐘方向（120度-150度）的近距離處發現了一個巨大的物體，立即進行規避，但還是發生碰撞。
學員機試圖向左傾斜 60 度以規避，但這時距離碰撞只剩 2 秒（距離約 500公尺），為時已晚。學員機向全日空客機的方向轉向，結果與全日空客機發生撞擊。從兩架飛機的損壞情況來看，全日空客機的T型尾翼之水平翼左端前緣，卡進了軍刀機右主翼翼根附近。
全日空飛機沒有配備駕駛艙錄音機。飛機與千歲機場塔台、千歲近場台和札幌管制區控制中心之間的通訊正常，事故發生時客機在135.9MHz頻道發出的通信，被附近青森縣上空的東亞國內航空 114 號班機和花卷上空的全日空航空 61 號班機收到。於是藉由這些通信來分析駕駛艙內當時的狀況，發現位於操縱盤的麥克風按鈕，在碰撞前7秒開始被按下0.3秒，從碰撞前2.5秒開始按下約8秒。因為按下這個按鈕會干擾其他通訊，飛行員通常不會有意識地按下按鈕。如果將這些發射按鈕被按下視為機長重新握住操縱盤，則可假設機長的動作如下：
- 撞擊前 7 秒（14:02:32.1 - 14:02:32.4）：（或更早以前）在附近發現一架飛機，意外地突然接近，因此緊抓住操縱盤[8]。
- 撞擊前2.5秒（14:02:36.5 - 14:02:44.8）：當教練機斜向前方接近時，機長再次緊緊握住操縱盤。[8]
- 撞擊後9秒（14:02:47.8 - 14:02:53.6）：機長了解飛機已經失控並發出緊急訊息。[8]「エマージェンシー（emergency）、エマージェンシー」，但後半部分以難以辨認的聲音結束，可以解釋為尖叫聲。幾乎與此同時，教官機也以243.0MHz發出了緊急信息。[8]

客機失去水平穩定舵和升降舵的功能，無法恢復姿態而持續下降，速度終於超過音速，在約15,000英尺（4,600 m）高度在空中解體，機上162名乘客和機組人員全部罹難。距離墜機地點遠至約 15 公里的盛岡市，聽到了音爆和閃光的聲音，被認為是全日空客機超過音速的結果。碰撞發生後，許多人目睹了一大片白色雲狀物質的出現，並拍攝了照片，可見客機在半空中解體，尾隨白色的燃料煙霧。有目擊者證稱「有一些看起來像黑豆的東西掉了下來。」機上人員與飛機殘骸散落於岩手縣雫石町，安庭小學附近的西安庭地區附近；在撞進地面的機頭殘骸中發現了駕駛員的遺體。機輪穿透一棟民宅的屋頂，導致一名 81 歲的女性居民受傷。
墜機衝擊並未引發火災，因此罹難者的身分識別相對較快，但遭受高速撞擊的遺體，情況極為悽慘。岩手縣警方在識別罹難者時曾發生錯誤，使得大眾質疑其正確性。
另一方面，撞擊後軍刀機失控旋轉，造成的離心力使得飛行員無法從操縱桿操作彈射。他發現座艙蓋脫落，於是解開安全帶逃離飛機，以降落傘落到雫石站東南約300米處的水田裡生還。失控的軍刀機在空中解體，墜落到田間。另一架軍刀機（教官機）向松島機場管制中心報告撞機事件，並在現場上空盤旋，向救援飛機和管制中心報告位置和情況。後來被命令返航，於下午2點59分並降落在松島機場。
班機上大部份的乘客是來自靜岡縣富士市的居民，於札幌度假完畢後回程。這起事故為日本航空123號班機空難發生前日本國內最嚴重的空難，也是全日空截至目前為止所發生的最後一起造成人員死亡的飛安事故。事後日本國防界兩位要員——增原惠吉防衛廳長和上田泰弘航空幕僚長（上將）引咎辭職。

## 調查
當時尚無常設之航空事故調查委員會。於總理府設立了「全日空撞機事故調查委員會（日文：全日空機接触事故調査委員会）」，在1972年7月27日向運輸大臣提交的事故報告中，公佈事故原因如下：。
- 第一原因是教官在訓練飛行時沒有注意到已經偏離訓練空域，進入J11L航線。
- 第二原因是：
  - 全日空的飛行員在撞擊前應至少有7秒的時間能夠看到軍刀機，但直到撞擊前才採取規避動作，這被認為是因為飛行員沒有預料到有飛機會接近。
  - 教官在學員看到全日空飛機之前，來不及向學員發出警告，這被認為是由於教官對全日空飛機的目視辨認延遲所致。
  - 學員在接觸前約兩秒鐘看到全日空飛機位於右側下方，並立即採取規避動作，但未能及時避免撞擊。這被認為是因為學員缺乏機動編隊經驗，故專注於與教官飛機保持相對位置，未能即時發現全日空飛機。

報告認為空中交通的快速發展引發了各種問題，有五個重點要盡快落實：。
- 以法律規定，航空器如欲從事頻繁變化的特殊飛行，不得在空中交通管制區域進行。此外，飛行訓練時，應根據訓練飛機的性質、訓練的形式和規模等，採取防止偏離訓練空域的措施。
- 以法律規定，飛行員必須在飛行過程中保持警惕，避免與其他飛機相撞－－無論其他飛機是否遵守空中交通管制。
- 實施空中航路管制，研發裝備防止事故發生的設備。
- 運輸省、防衛廳合作協調航空安全行動。
- 應常設獨立的事故調查委員會。

雖然民航機已進入噴射動力時代，但當時日本的航空管制仍與活塞式引擎動力飛機時代一樣，在東北地方並無空中管制用雷達，而由飛行員回報位置，航管人員在地圖上標記各飛機並發出指令與許可。航線則是1950年代依照飛行速度較慢的活塞式引擎動力飛機設定的，但後來航線上有噴射機和螺旋槳飛機同時飛行，危險程度大大提高。而且訓練空域還橫越過航線；二戰後，美國從1950年代到1960年代也頻繁發生客機與戰鬥機空中相撞事件，日本在1965年左右也曾發生過險情。
正如事故調查報告中所建議，民航行政管理已經跟不上實際需求；現在則是以自衛隊雷達站進行訓練支援，利用航路監視雷達進行航路管制。如果日本民航局和航空自衛隊之間，對演習和訓練空域建立了溝通和協調系統，就可能避免這次事故。自這起事故發生以來，至今未再發生類似事故。

## 類似事件
- 休斯西部航空706號班機空難
- 烏伯林根空難
- 戈爾航空1907號班機空難
- 沙特阿拉伯航空763號班機空難

## 外部連結
- AirDisaster.Com報告（页面存档备份，存于）
- Aviation Safety Network報告（页面存档备份，存于）